# Manuel Ojeda y Siles
Manuel Ojeda y Siles (Sevilla, 1835-Sevilla, 1904) fue un pintor español.

## Biografía

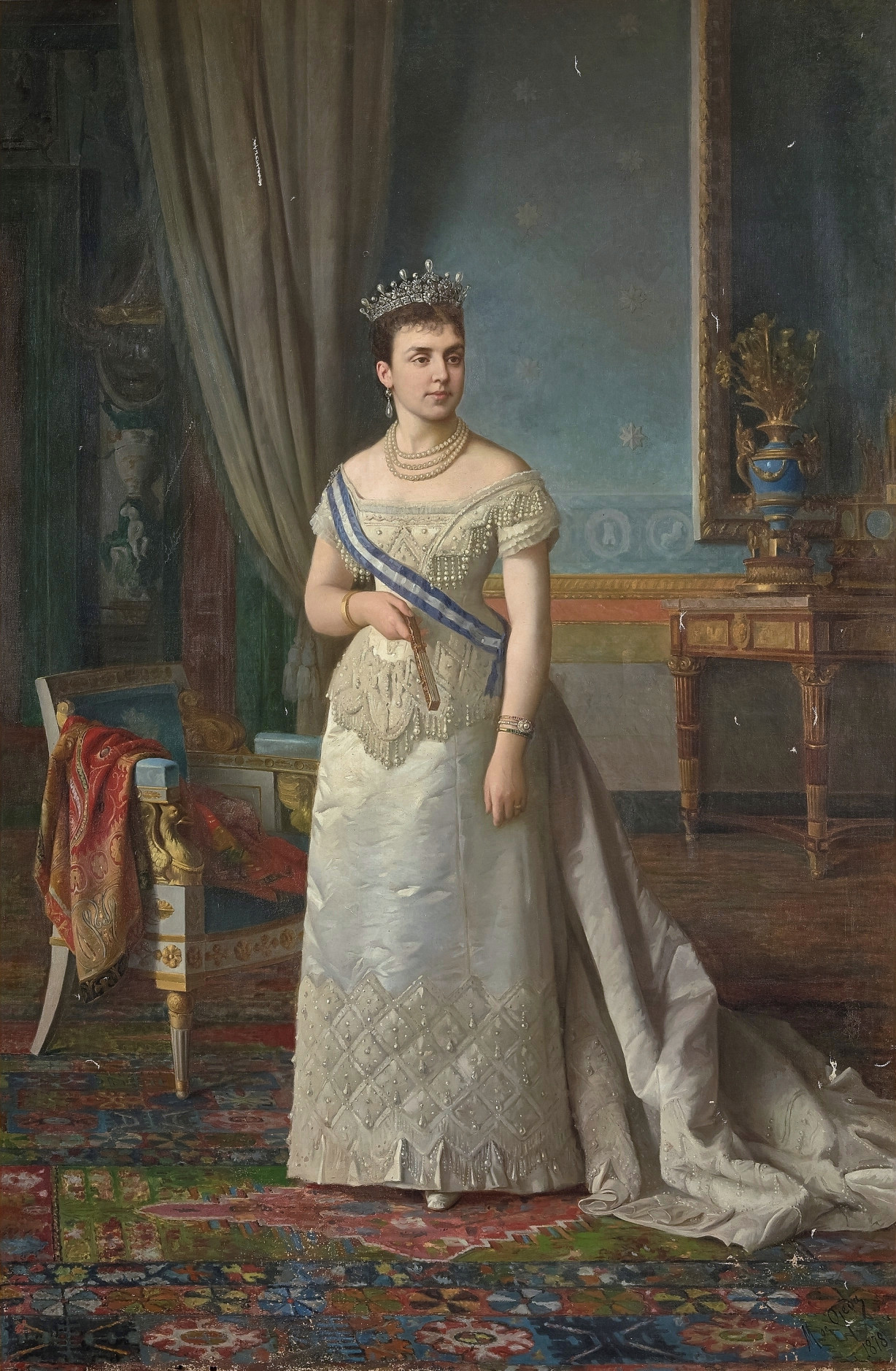
La reina María de las Mercedes de Orleans (Museo del Prado)

Nació en 1835. Pintor sevillano, fue discípulo de Antonio María Esquivel. Presentó en la Exposición Nacional de Bellas Artes de 1858 el Interior de una casa de labrador en la huerta de Alicante y cuatro retratos; y en la de 1860 La despedida de un soldado para la guerra de África y El regreso después de dicha guerra. Obtuvo mención honorífica. Ojeda fue autor también de los retratos del Conde de Ripalda, Marqués de Vedmar, D. Fernando León y Castillo, para el Ministerio de Ultramar; La Reina Doña María de las Mercedes, para el Ministerio de Fomento; El Rey D. Alfonso XII, para el Real Colegio de El Escorial; otro del mismo rey para el Consejo de Administración de la isla de Cuba, y Un guarda-bosque aragonés, para la rifa del Ateneo de Madrid en favor de los inundados de Murcia (1879). También retrató al general Juan Contreras y Martínez. Falleció en 1904.